# Pumpspeicherkraftwerk Revin
Das Pumpspeicherkraftwerk Revin befindet sich im französischen Département Ardennes beim Ort Revin, nahe der Grenze zu Belgien. Das im Eigentum der Électricité de France (EDF) stehende Pumpspeicherkraftwerk wurde 1976 in Betrieb genommen und verfügt über eine Leistung von 800 Megawatt. Gemessen an der Leistung ist es das drittgrößte Pumpspeicherkraftwerk in Frankreich.

## Technische Beschreibung
Das Kraftwerk ist als Kavernenkraftwerk gebaut worden: Die vier reversible Francis-Pumpturbinen mit einer Leistung von jeweils 200 MW befinden sich in einer Kaverne mit einer Länge von 115 m, einer Breite von 17 m und einer Höhe von 16 m. Die vier Maschinentransformatoren befinden sich an der Oberfläche und transformieren 13 kV der Drehstrommaschinen auf 400 kV des Stromnetzes.
Zum Kraftwerk gehören drei Stauseen.
| Name                             | Funktion         | Staudamm | Staudamm | Speicherraum       |
| Name                             | Funktion         | Länge    | Höhe     | Speicherraum       |
| Name                             | Funktion         | in Meter | in Meter | in Mio. Kubikmeter |
| -------------------------------- | ---------------- | -------- | -------- | ------------------ |
| Bassin supérieur des Marquisades | Oberbecken       | 4200     | 9–18     | 8,5                |
| Bassin inférieur de Whitaker     | Unterbecken      | 300      | 35       | 9                  |
| Lac des Vieilles Forges          | Ausgleichsbecken | 250      | 10       | 5                  |

Zwischen Ober- und Unterbecken besteht eine Fallhöhe von 250 m.